# Georges Repiquet
Georges Repiquet, né le 15 avril 1912 à Port-Vila et mort le 30 septembre 1988 à Paris, est un homme politique français.

## Biographie
Ingénieur agronome de profession, il est le fils de Jules Vincent Repiquet, qui est Gouverneur de La Réunion entre 1925 et 1932.
Maire de Sainte-Suzanne de 1945 à 1965, il est élu au Sénat le 19 juin 1955, puis réélu le 26 avril 1959, le 26 septembre 1965 et le 22 septembre 1974. Il est membre de la commission des Affaires étrangères, de la Défense et des Forces armées, dont il exerce le secrétariat et la vice-présidence pendant ses mandats. Il quitte ses fonctions le 2 octobre 1983, ne s'étant pas représenté aux élections sénatoriales. Il est parallèlement conseiller général de La Réunion, élu au premier tour des élections cantonales de 1967 et réélu au second tour des élections de 1973.
En 1963, il incite Michel Debré, ancien Premier ministre, à se présenter à l'élection législative partielle organisée à La Réunion. Les deux hommes se sont connus au Sénat, où Michel Debré a siégé comme élu de l'Indre-et-Loire jusqu'en 1958.
Georges Repiquet meurt le 30 septembre 1988 à Paris.

## Détail des mandats et fonctions

### Au Sénat
- 19 juin 1955 – 26 avril 1959 : sénateur de La Réunion (IVe République).
- 26 avril 1959 – 2 octobre 1983 : sénateur de La Réunion (Ve République).

### Au niveau local
- mai 1945 – mars 1965 : maire de Sainte-Suzanne.
- 1966-1979 : conseiller général de La Réunion (élu dans le canton de Sainte-Suzanne).